# Is It True?
Az Is It True? (magyarul: Igaz-e?) az izlandi Yohanna dala, mellyel Izlandot képviselte a 2009-es Eurovíziós Dalfesztiválon Moszkvában. A dal 2009. február 14-én, az izlandi Söngvakeppni Sjónvarpsinsen megszerzett győzelemmel érdemelte ki a dalversenyen való indulás jogát.
A dal kislemezként jelent meg, és felkerült az Eurovíziós Dalfesztivál hivatalos albumára. Yohanna 2008-ban kiadott egy albumot Butterflies and Elvis címmel, amelyen a dal nem szerepelt, mivel akkor még nem volt rögzítve; azonban az album limitált kiadása 2009-ben megjelent, amelyen az Is It True? is szerepelt. A dal elkészült különböző nyelveken: franciául (Si tu sais), németül (War es nur), oroszul (Я не сплю) és spanyolul (Si te vas).

## Eurovíziós Dalfesztivál
2009. január 6-án vált hivatalossá, hogy az énekesnő dala bekerült az izlandi Söngvakeppni Sjónvarpsins nemzeti döntő mezőnyébe. A dal a 2009. január 10-én rendezett első elődöntőből továbbjutott a február 14-i döntőbe, ahol az első helyen végzett, így ez a dal képviselhette Izlandot a Eurovíziós Dalfesztiválon.
A dalt először a május 12-én rendezett első elődöntőben, fellépési sorrendben tizenkettedikként adták elő, a Bulgáriát képviselő Krassimir Avramov Illusion című dala után és a Macedóniát képviselő Next Time Nešto što kje ostane című dala előtt. Az elődöntőből továbbjutottak a május 16-i döntőbe, ahol fellépési sorrendben hetedikként léptek fel, a Portugáliát képviselő Flor-de-Lis Todas as ruas do amor című dala után és a Görögországot képviselő Sakis Rouvas This Is Our Night című dala előtt. A szavazás során a második helyen végeztek 218 ponttal, Írországtól, Máltától és Norvégiától is 12 pontot kaptak.
A következő izlandi induló Hera Björk Je ne sais quoi című dala volt a 2010-es Eurovíziós Dalfesztiválon.